# خانه‌های بریم شماره ۲۰۸
خانه‌های بریم شماره ۲۰۸ مربوط به دوره پهلوی دوم است و در شهرستان آبادان، بخش مرکزی، منطقه مسکونی بریم، پلاک ۲۰۸ واقع شده و این اثر در تاریخ ۶ اسفند ۱۳۸۵ با شمارهٔ ثبت ۱۷۴۰۱ به‌عنوان یکی از آثار ملی ایران به ثبت رسیده‌است.